# Seznam generalov Nacionalne garde Združenih držav Amerike
Seznam generalov Nacionalne garde Združenih držav Amerike.

## B
- H. Steven Blum

## R
- Milton A. Reckord (1879-1975)

## W
- Mason C. Whitney
- Gary Wilfong